# Лышницы
Лышницы — деревня в Плюсском районе Псковской области. Входит в сельское поселение Плюсская волость.

## География
Деревня расположена на обоих берегах реки Плюсса (при впадении в неё реки Пагуба), в 10 км к северо-западу от районного центра — посёлка Плюсса.
Ранее составляла деревни Большие Лышницы (на левом (южном) берегу Плюссы) и Малые Лышницы (на правом (северном) берегу и в устье Пагубы).

## Население
Численность населения деревни составляла 63 жителя по оценке на конец 2000 года

## История
До 1 января 2006 года деревня входила в состав ныне упразднённой Нежадовской волости.